# 2022–2023-as svájci labdarúgókupa
A 2022–2023-as svájci labdarúgókupa (angolul: Swiss Cup; németül: Schweizer Pokal) volt a svájci labdarúgókupa 98. szezonja. A sorozat 2022. augusztus 19-én kezdődött és 2023. június 4-én ért véget. A címvédő a Lugano volt. A kupát a Young Boys nyerte meg, története során nyolcadik alkalommal.

## Első kör
Az első kör mérkőzéseit 2022. augusztus 19 és 21. között bonyolították le.
| 2022. augusztus 19. 19:00 CEST (UTC+2) |

| Bulle (3) | 0–4 | Thun (2)                                     |
| --------- | --- | -------------------------------------------- |
|           |     | Castroman 36' Nikki 66' Sutter 78' Ahmed 82' |

| Stade de Bouleyres, Bulle |

| 2022. augusztus 19. 19:30 CEST (UTC+2) |

| Stade Nyonnais (3) | 1–4 | Servette (1)                                       |
| ------------------ | --- | -------------------------------------------------- |
| Gomis 87'          |     | Antunes 21' Rodelin 25' Stevanović 54' Pflücke 74' |

| Colovray Sports Centre, Nyon |

| 2022. augusztus 19. 20:00 CEST (UTC+2) |

| La Chaux-de-Fonds (4) | 1–0 | Solothurn (4) |
| --------------------- | --- | ------------- |
| Frossard 90+4'        |     |               |

| Centre Sportif de la Charrière, La Chaux-de-Fonds |

| 2022. augusztus 20. 15:30 CEST (UTC+2) |

| Schötz (4) | 0–4 | Luzern (1)                              |
| ---------- | --- | --------------------------------------- |
|            |     | Dorn 6' Ardaiz 27' Kadák 40' Chader 85' |

| Fussballanlage Wissenhusen, Schötz |

| 2022. augusztus 20. 16:00 CEST (UTC+2) |

| Rotkreuz (4)                                   | 3–0 | Chiasso (3) |
| ---------------------------------------------- | --- | ----------- |
| Gregorio 14' (11-esből) Allou 33' Krasniqi 81' |     |             |

| Sportpark/Dorfmatt Rotkreuz, Risch-Rotkreuz |

| 2022. augusztus 20. 16:00 CEST (UTC+2) |

| Bavois (3)  | 1–3 | Yverdon-Sport (2)              |
| ----------- | --- | ------------------------------ |
| Alvarez 18' |     | Berdayes 46' Rodrigues 75' 77' |

| Stade des Peupliers, Bavois |

| 2022. augusztus 20. 16:00 CEST (UTC+2) |

| Wohlen (4)                                      | 4–4 (h. u.) | Kreuzlingen (4)                          |
| ----------------------------------------------- | ----------- | ---------------------------------------- |
| Alves 2' Vogt 50' 90+2' Mituensi 58' (11-esből) |             | Rama-Bitterfeld 17' 61' Karaki 73' 90+4' |
| Büntetőpárbaj                                   |             |                                          |
|                                                 | 5–3         |                                          |

| Stadion Niedermatten, Wohlen |

| 2022. augusztus 20. 16:00 CEST (UTC+2) |

| Affoltern a/A (7) | 1–2 | Sarmentorf (6)         |
| ----------------- | --- | ---------------------- |
| Suter 28'         |     | Rupp 46' Schultz 90+3' |

| Sportanlagen Im Moos, Affoltern am Albis |

| 2022. augusztus 20. 17:00 CEST (UTC+2) |

| Wettswil-Bonstetten (4) | 0–4 | Grasshoppers (1)                                 |
| ----------------------- | --- | ------------------------------------------------ |
|                         |     | Momoh 25' Pusic 41' (11-esből) Schettine 71' 87' |

| Sportplatz Moos, Wettswil am Albis |

| 2022. augusztus 20. 17:00 CEST (UTC+2) |

| Wittenbach (7) | 1–2 (h. u.) | Arbedo-Castione (6)        |
| -------------- | ----------- | -------------------------- |
| Angehrn 13'    |             | Berera 90' Ambrosetti 115' |

| Grüntal, Wittenbach |

| 2022. augusztus 20. 17:00 CEST (UTC+2) |

| Sternenberg (8)      | 2–4 | Goldstern (7)                           |
| -------------------- | --- | --------------------------------------- |
| Burri 55' Bigler 71' |     | Frosio 40' Landolt 45+2' 60' Lang 90+6' |

| Schlatt, Gasel |

| 2022. augusztus 20. 17:15 CEST (UTC+2) |

| Bischofszell (6) | 0–8 | Aarau (2)                                                         |
| ---------------- | --- | ----------------------------------------------------------------- |
|                  |     | Almeida 11' 25' 33' 83' Schwegler 26' 89' Fazliu 38' Krasniqi 78' |

| Bruggfeld, Bischofszell |

| 2022. augusztus 20. 17:30 CEST (UTC+2) |

| Chênois (4) | 1–3 (h. u.) | Sion (1)                            |
| ----------- | ----------- | ----------------------------------- |
| Mukenge 68' |             | Chouaref 36' Sio 95' Itaitinga 113' |

| Stade des Trois-Chêne, Chêne-Bourg |

| 2022. augusztus 20. 17:30 CEST (UTC+2) |

| Portalban/Gletterens (4) | 1–0 | Grand-Saconnex (4) |
| ------------------------ | --- | ------------------ |
| Luis 18'                 |     |                    |

| Centre Sportif Portalban, Delley-Portalban |

| 2022. augusztus 20. 18:00 CEST (UTC+2) |

| Littau (6) | 0–6 | Wil (2)                                                                                   |
| ---------- | --- | ----------------------------------------------------------------------------------------- |
|            |     | Wallner 25' Muci 57' (11-esből) Montolio 63' Saho 81' Malinowski 83' Abazi 88' (11-esből) |

| Ruopigen, Littau |

| 2022. augusztus 20. 18:00 CEST (UTC+2) |

| Saxon Sports (6) | 0–2 | Meyrin (4)                        |
| ---------------- | --- | --------------------------------- |
|                  |     | Nsiala 21' Bavueza 68' (11-esből) |

| Complexe sportif du Pérosé, Saxon |

| 2022. augusztus 20. 20:00 CEST (UTC+2) |

| Italien GE (5)      | 2–5 | Stade Lausanne Ouchy (2)                        |
| ------------------- | --- | ----------------------------------------------- |
| Alaj 11' Chouik 32' |     | Okou 5' Hadji 42' (11-esből) 55' Garcia 75' 86' |

| Stade du Bois-de-la-Bâtie, Lancy |

| 2022. augusztus 21. 14:00 CEST (UTC+2) |

| Widnau (5) | 1–4 | Bellinzona (2)                    |
| ---------- | --- | --------------------------------- |
| Thönig 60' |     | Souza 19' Samba 37' 85' Manis 40' |

| Aegeten, Widnau |

| 2022. augusztus 21. 14:00 CEST (UTC+2) |

| Cham (3) | 0–4 | Zürich (1)                                  |
| -------- | --- | ------------------------------------------- |
|          |     | Aiyegun 17' 43' (11-esből) 88' Krasniqi 83' |

| Eizmoos, Cham |

| 2022. augusztus 21. 14:30 CEST (UTC+2) |

| Muri (4) | 0–7 | Winterthur (1)                                                                          |
| -------- | --- | --------------------------------------------------------------------------------------- |
|          |     | Schättin 9' Di Giusto 45' Gelmi 45+3' Corbaz 48' Rodríguez 55' Kamberi 71' Manzambi 85' |

| Stadion Niedermatten, Wohlen |

| 2022. augusztus 21. 15:00 CEST (UTC+2) |

| Compesières (7) | 0–5 | Étoile Carouge (3)                                      |
| --------------- | --- | ------------------------------------------------------- |
|                 |     | Sestito 36' Vieira 50' Constantin 52' Simbakoli 55' 75' |

| Stade Alfred Comoli, La Croix-de-Rozon |

| 2022. augusztus 21. 15:00 CEST (UTC+2) |

| Linth 04 (4)  | 1–5 | Lugano (1)                                       |
| ------------- | --- | ------------------------------------------------ |
| Sabanovic 88' |     | Arigoni 25' 42' Mahou 73' Haile-Selassie 80' 81' |

| Lintharena SGU, Näfels |

| 2022. augusztus 21. 15:00 CEST (UTC+2) |

| Gland (6) | 0–4 | Lausanne-Sport (2)          |
| --------- | --- | --------------------------- |
|           |     | Coyle 7' Labeau 15' 30' 40' |

| Centre sportif En Bord, Gland |

| 2022. augusztus 21. 15:00 CEST (UTC+2) |

| Ibach (5)     | 1–5 | Schaffhausen (2)                                     |
| ------------- | --- | ---------------------------------------------------- |
| Camenzind 30' |     | Stevic 8' Müller 22' (11-esből) 88' Uka 28' Vogt 69' |

| Gerbihof, Ibach |

| 2022. augusztus 21. 15:00 CEST (UTC+2) |

| Subingen (6) | 0–2 | Köniz (4)             |
| ------------ | --- | --------------------- |
|              |     | Mejdi 77' Lukarov 85' |

| Affolter, Subingen |

| 2022. augusztus 21. 16:00 CEST (UTC+2) |

| Allschwil (6) | 0–5 | Basel (1)                                       |
| ------------- | --- | ----------------------------------------------- |
|               |     | Males 9' 35' (11-esből) 40' Fink 14' Szalai 73' |

| Schützenmatte, Bázel |

| 2022. augusztus 21. 16:00 CEST (UTC+2) |

| Rorschach-Goldach 17 (5) | 0–15 | St. Gallen (1) |
| ------------------------ | ---- | --- |
|                          |      | Von Moos 1' 3' 27' Guillemenot 13' 21' Görtler 25' (11-esből) 56' Witzig 30' Schubert 38' Akolo 45+1' (11-esből) 46' 64' 70' Karlen 84' 88' |

| Stadion Espenmoos, Sankt Gallen |

| 2022. augusztus 21. 16:00 CEST (UTC+2) |

| ASI Audax-Friul (6) | 1–5 | Neuchâtel Xamax (2)                              |
| ------------------- | --- | ------------------------------------------------ |
| Guarnieri 19'       |     | Epitaux 4' Ouhafsa 29' Aliu 64' Bakayoko 76' 78' |

| Pierre-à-Bot, Neuchâtel |

| 2022. augusztus 21. 16:00 CEST (UTC+2) |

| Bosporus (6) | 0–3 | Breitenrain (3)                              |
| ------------ | --- | -------------------------------------------- |
|              |     | Lüthi 54' Konopek 61' (11-esből) Pereira 85' |

| Wyler, Bern |

| 2022. augusztus 21. 16:30 CEST (UTC+2) |

| Gambarogno-Contone (5) | 0–5 | Kriens (3)                                                      |
| ---------------------- | --- | --------------------------------------------------------------- |
|                        |     | Gjidoda 5' (11-esből) Dubler 20' Isufi 68' Bühler 76' Hoxha 83' |

| Centro Sportivo Regionale, Magadino |

| 2022. augusztus 21. 17:00 CEST (UTC+2) |

| Schoenberg (6) | 1–10 | Young Boys (1)                                                                                         |
| -------------- | ---- | --- |
| Da Silva 65'   |      | Jankewitz 8' Nsame 18' (11-esből) 28' 43' Monteiro 40' 45' Chaiwa 42' Ugrinic 59' Benito 67' Imeri 69' |

| Stade St-Léonard, Fribourg |

| 2022. augusztus 21. 17:30 CEST (UTC+2) |

| Wiedikon ZH (6) | 1–2 | Rapperswil-Jona (3)                      |
| --------------- | --- | ---------------------------------------- |
| Okorie 12'      |     | Cinquini 87' (11-esből) 90+7' (11-esből) |

| Heuried, Zürich |

## Második kör
A második kör mérkőzéseit 2022. szeptember 16. és 18. között bonyolították le.
| 2022. szeptember 16. 19:30 CEST (UTC+2) |

| Neuchâtel Xamax (2) | 1–2 | Thun (2)               |
| ------------------- | --- | ---------------------- |
| Del Toro 30'        |     | Ndongo 33' Toure 90+2' |

| Stade de la Maladière, Neuchâtel |

| 2022. szeptember 17. 15:00 CEST (UTC+2) |

| Meyrin (4) | 0–4 | Winterthur (1)                      |
| ---------- | --- | ----------------------------------- |
|            |     | Corbaz 23' Ballet 52' Buess 79' 85' |

| Stade des Arbères, Meyrin |

| 2022. szeptember 17. 16:00 CEST (UTC+2) |

| Bellinzona (2) | 0–1 (h. u.) | Luzern (1)    |
| -------------- | ----------- | ------------- |
|                |             | Sorgić 105+3' |

| Stadio Comunale, Bellinzona |

| 2022. szeptember 17. 16:00 CEST (UTC+2) |

| Rotkreuz (4)                   | 2–1 (h. u.) | Kriens (3) |
| ------------------------------ | ----------- | ---------- |
| Krasniqi 54' Wellington 105+4' |             | Pauli 31'  |

| Sportpark/Dorfmatt Rotkreuz, Risch-Rotkreuz |

| 2022. szeptember 17. 16:00 CEST (UTC+2) |

| Köniz (4)      | 1–2 | Wohlen (4)             |
| -------------- | --- | ---------------------- |
| Hajrullahu 52' |     | Mituensi 36' Urtic 69' |

| Sportplatz Liebefeld-Hessgut, Köniz |

| 2022. szeptember 17. 17:00 CEST (UTC+2) |

| Étoile Carouge (3)        | 2–4 | St. Gallen (1)                                     |
| ------------------------- | --- | -------------------------------------------------- |
| Simbakoli 39' Correia 44' |     | Akolo 15' Maglica 56' Görtler 71' 90+2' (11-esből) |

| Stade de la Fontenette, Carouge |

| 2022. szeptember 17. 17:00 CEST (UTC+2) |

| Goldstern (7) | 0–3 | Grasshoppers (1)                    |
| ------------- | --- | ----------------------------------- |
|               |     | Pusic 56' Demhasaj 65' Blasucci 80' |

| Sportanlage Bremgarten, Bremgarten bei Bern |

| 2022. szeptember 17. 17:00 CEST (UTC+2) |

| Rapperswil-Jona (3) | 0–2 | Sion (1)                        |
| ------------------- | --- | ------------------------------- |
|                     |     | Stojilković 45+5' Itaitinga 50' |

| Stadion Grünfeld, Jona |

| 2022. szeptember 17. 18:00 CEST (UTC+2) |

| La Chaux-de-Fonds (4) | 0–2 | Servette (1)              |
| --------------------- | --- | ------------------------- |
|                       |     | Rouiller 50' Crivelli 67' |

| Centre Sportif de la Charrière, La Chaux-de-Fonds |

| 2022. szeptember 17. 18:30 CEST (UTC+2) |

| Stade Lausanne Ouchy (2) | 0–1 | Young Boys (1) |
| ------------------------ | --- | -------------- |
|                          |     | Itten 66'      |

| Stade Olympique de la Pontaise, Lausanne |

| 2022. szeptember 17. 18:30 CEST (UTC+2) |

| Arbedo-Castione (6)                                                   | 6–0 | Sarmentorf (6) |
| --------------------------------------------------------------------- | --- | -------------- |
| Berera 19' Bozzini 25' Pocas 45' Minorini 75' Citrini 85' Zivko 90+2' |     |                |

| Arbedo-Castione |

| 2022. szeptember 18. 14:00 CEST (UTC+2) |

| Schaffhausen (2)                                | 4–1 | Yverdon-Sport (2) |
| ----------------------------------------------- | --- | ----------------- |
| Bobadilla 18' 20' Lurvink 45+1' Slišković 90+4' |     | Beyer 1'          |

| Wefox Arena, Schaffhausen |

| 2022. szeptember 18. 15:00 CEST (UTC+2) |

| Breitenrain (3) | 0–4 | Lugano (1)                           |
| --------------- | --- | ------------------------------------ |
|                 |     | Babic 47' Aliseda 70' 89' Amoura 86' |

| Spitalacker, Bern |

| 2022. szeptember 18. 15:30 CEST (UTC+2) |

| Aarau (2)  | 1–3 (h. u.) | Basel (1)                                   |
| ---------- | ----------- | ------------------------------------------- |
| Fazliu 10' |             | Augustin 43' (11-esből) Lang 94' Ndoye 119' |

| Stadion Brügglifeld, Aarau |

| 2022. szeptember 18. 16:00 CEST (UTC+2) |

| Lausanne-Sport (2)           | 3–2 (h. u.) | Zürich (1)              |
| ---------------------------- | ----------- | ----------------------- |
| Labeau 24' Turkeš 90+5' 114' |             | Husic 9' Marchesano 36' |

| Stade de la Tuilière, Lausanne |

| 2022. szeptember 18. 16:00 CEST (UTC+2) |

| Portalban/Gletterens (4) | 0–2 | Wil (2)                     |
| ------------------------ | --- | --------------------------- |
|                          |     | Lukembila 62' Reichmuth 79' |

| Centre Sportif Portalban, Delley-Portalban |

## Nyolcaddöntő
| 2022. november 8. 20:00 |

| Rotkreuz (4)                | 2–1 | Schaffhausen (2) |
| --------------------------- | --- | ---------------- |
| Gregorio 84' Krasniqi 90+2' |     | Kalem 29'        |

| Sportpark/Dorfmatt, Rotkreuz |

| 2022. november 8. 20:30 |

| Arbedo-Castione (6) | 0–5 | St. Gallen (1)                                        |
| ------------------- | --- | ----------------------------------------------------- |
|                     |     | Guidotti 38' Latte Lath 42' 64' Vallci 80' Cavegn 88' |

| Stadio Comunale Giubiasco, Arbedo-Castione |

| 2022. november 9. 19:30 |

| Wil (2)                | 1–2 (h. u.) | Sion (1)                           |
| ---------------------- | ----------- | ---------------------------------- |
| Sílvio 119' (11-esből) |             | Cyprien 102' (11-esből) Zuffi 109' |

| Sportpark Bergholz, Wil |

| 2022. november 9. 20:15 |

| Lausanne-Sport (2) | 1–5 | Young Boys (1)                                         |
| ------------------ | --- | ------------------------------------------------------ |
| Custodio 32'       |     | Rrudhani 4' Blum 11' Fassnacht 68' Sierro 74' Elia 85' |

| Stade de la Tuilière, Lausanne |

| 2022. november 9. 20:15 |

| Wohlen (4)            | 2–5 (h. u.) | Servette (1)                                                            |
| --------------------- | ----------- | ----------------------------------------------------------------------- |
| Vogt 12' Pfister 109' |             | Fofana 76' Céspedes 93' Kutesa 101' (11-esből) Pflücke 105+1' Dias 117' |

| Stadion Niedermatten, Wohlen |

| 2022. november 9. 20:30 |

| Lugano (1)  | 1–0 | Winterthur (1) |
| ----------- | --- | -------------- |
| Bottani 67' |     |                |

| Cornaredo stadion, Lugano |

| 2023. január 31. 19:00 |

| Thun (2)                  | 2–2 (h. u.) | Luzern (1)                     |
| ------------------------- | ----------- | ------------------------------ |
| Castroman 54' Oberlin 77' |             | Meyer 7' (11-esből) Chader 79' |
| Büntetőpárbaj             |             |                                |
|                           | 4–2         |                                |

| Stockhorn Arena, Thun |

| 2023. február 1. 20:15 |

| Grasshoppers (1)                      | 3–5 | Basel (1)                                                 |
| ------------------------------------- | --- | --------------------------------------------------------- |
| Ajumu 31' 71' Dadashov 52' (11-esből) |     | Kade 29' Frei 45+2' (11-esből) Amdouni 48' 90+3' Nuhu 63' |

| Letzigrund, Zürich |

## Negyeddöntő
| 2023. február 28. | Thun (2) | 0–5 | Young Boys (1)                                           | Thun                                                                |  |
| 20:15             |          |     | Rieder 5' Itten 64' Ugrinic 66' Fassnacht 76' Lauper 83' | Stadion: Stockhorn Arena Nézőszám: 10 014 Játékvezető: Urs Schnyder |  |

| 2023. március 1. | Sion (1) | 0–3 | Lugano (1)                                      | Sion                                                                  |  |
| 20:15            |          |     | Amoura 62' Aliseda 72' (11-esből) Sabbatini 81' | Stadion: Stade Tourbillon Nézőszám: 4 180 Játékvezető: Sandro Schärer |  |

| 2023. március 1. | St. Gallen (1)  | 1–2 (h.u.) | Basel (1)                | Sankt Gallen                                                |  |
| 20:15            | Guillemenot 10' |            | Zeqiri 59' Amdouni 90+5' | Stadion: Kybunpark Nézőszám: 14 950 Játékvezető: Fedayi San |  |

| 2023. március 2. | Rotkreuz (4) | 0–3 | Servette (1)                            | Rotkreuz                                                                          |  |
| 20:15            |              |     | Crivelli 33' Stevanović 39' Pflücke 75' | Stadion: Sportpark/Dorfmatt Rotkreuz Nézőszám: 2 346 Játékvezető: Lukas Fähndrich |  |

## Elődöntő
| 2023. április 4. | Basel (1)           | 2–4 | Young Boys (1)                              | Bázel                                                              |  |
| 20:15            | Males 57' Ndoye 71' |     | Itten 3' (11-esből) 63' Rieder 15' Elia 68' | Stadion: St. Jakob-Park Nézőszám: 26 310 Játékvezető: Urs Schnyder |  |

| 2023. április 5. | Servette (1)              | 2–2 (h.u.) (büntetőkkel: 3–5) | Lugano (1)      | Genf                                                              |  |
| 20:15            | Kutesa 22' Crivelli 90+7' |                               | Aliseda 31' 40' | Stadion: Stade de Genève Nézőszám: 12 500 Játékvezető: Fedayi San |  |

## Döntő
A döntő 2023. június 4-én a berni Stadion Wankdorfban került megrendezésre.
| 2023. június 4. 14:00 |

| Young Boys (1)           | 3–2 | Lugano (1)              |
| ------------------------ | --- | ----------------------- |
| Nsame 20' 45+3' Elia 85' |     | Bottani 53' Steffen 87' |

| Stadion Wankdorf, Bern Nézőszám: 31 500 Játékvezető: Lukas Fähndrich |